# Iris galatica
Iris galatica là một loài thực vật có hoa trong họ Diên vĩ. Loài này được Siehe miêu tả khoa học đầu tiên năm 1905.